# Scottish World Invitation Tournament 1959
Das Scottish World Invitation Tournament 1959 im Badminton fand vom 5. bis zum 8. März 1959 in Glasgow statt.

## Finalergebnisse
| Disziplin    | Sieger                         | Finalist                                   | Ergebnis     |
| ------------ | ------------------------------ | ------------------------------------------ | ------------ |
| Herreneinzel | Charoen Wattanasin             | Teh Kew San                                | 15-1, 15-7   |
| Herrendoppel | Teh Kew San Lim Say Hup        | Jørgen Hammergaard Hansen Berndt Dahlberg  | 15-13, 18-15 |
| Damendoppel  | Catherine Dunglison Wilma Tyre | Heather Ward Pratuang Pattabongse          | 15-13, 18-16 |
| Mixed        | Tony Jordan June Timperley     | Jørgen Hammergaard Hansen Kirsten Granlund | 15-9, 15-13  |